# Masacre de Llaugueda (2022)
La masacre de Llaugueda ocurrió el 26 de noviembre de 2022 en las afueras de la ciudad peruana de Otuzco. El suceso dejó cinco fallecidos, uno de ellos de nacionalidad venezolana.

## Descripción
Llaugueda es una localidad a las afueras de Otuzco, se encuentra en disputa por bandas criminales para la explotación de la minería ilegal no metálica, estas bandas representan a empresas informales que traen a sus respectivos trabajadores de lugares pobres del país. Las víctimas llegaron veinte días antes de la masacre a una casa de dos pisos en la localidad, para trabajar en la recolección de carbón de una de las mineras ilegales, éstos individuos desarrollarían su actividad de forma informal y a escondidas de las autoridades.
El ataque ocurrió a las 6:00 p. m. cuando los mineros informales se encontraban en el segundo piso de la vivienda alquilada, momento en que un grupo de desconocidos altercaron la puerta que da ha la calle e ingresaron hasta encontrarse con sus víctimas, desarrollándose disparos indiscriminados hasta dejar irreconocibles los cuerpos.
La Policía Nacional del Perú llegó al lugar luego de lo acontecido, el jefe de la División de Investigación Criminal de Trujillo relata lo siguiente:

El personal ingresó a un inmueble en el segundo piso y encontró cinco cadáveres. Estos cuerpos presentaban impactos de proyectil de arma de fuego de diversos calibres, hemos encontrado casquillos de 9 milímetros, calibre de 7.62 que es un fusil automático. Los cadáveres han recibido múltiples impactos de bala, hay algunos que están desfigurados, ha sido una situación bastante de impacto que ha ocurrido en ese lugar. Ya están identificados, son cuatro de nacionalidad peruana y una venezolana.

## Hechos posteriores
Las víctimas reconocidas fueron Elio Frank Sangama Alarcón (27) y José Bryan Soto Oblitas (23) provenientes de Bagua, José Marcos García Ruíz (22) proveniente de San Ignacio de la Frontera y Elfer Vásquez Fernández de edad desconocida proveniente de Lucma, la identidad del cuerpo del extranjero venezolano se mantuvo en reserva, aunque posteriormente se conoció su identidad como Luis Laguna Delgado (28).
La PNP días después de la masacre expresó que los atacantes pertenecían a la banda de un o una delincuente conocido con el sobrenombre de «China María», que mantiene una disputa con otras organizaciones criminales el control de las minas explotables del pueblo, y que las víctimas habían llegado para laborar para una de las competencias de la China María.
Las víctimas también contaban con antecedentes penales, uno de ellos incluso por deserción. La PNP el 29 de noviembre del mismo año cambió su resolución al describir que la masacre se desarrolló como un lío interno entre los muertos, y que por el contrario, pertenecían al grupo de «China María» y no a un rival suyo como planteó al inicio de las investigaciones.